# Viliam Hýravý
Viliam Hýravý (Rózsahegy, 1962. november 26. –) csehszlovák és szlovák válogatott szlovák labdarúgó, csatár.

## Pályafutása

### Klubcsapatban
1983–84-ben a BZ Ružomberok, 1984 és 1988 között a ZVL Žilina, 1988 és 1991 között a Baník Ostrava labdarúgója volt. 1991–92-ben a francia Toulouse csapatában játszott. 1992 és 1995 között ismét a Baník Ostrava, 1995-ben a Dukla Banská Bystrica, 1995–96-ban az MŠK Žilina, 1996 és 2002 között az MFK Ružomberok játékosa volt.

### A válogatottban
1987 és 1990 között 11 alkalommal szerepelt a csehszlovák válogatottban, illetve 1994–95-ben öt alkalommal a szlovák válogatottban. Tagja volt az 1990-es olaszországi világbajnokságon részt vevő csehszlovák csapatnak.

## Sikerei, díjai
Baník Ostrava
- Csehszlovák kupa
  - győztes: 1991